# Лупште
Лупште (мак. Лупште) — село у Північній Македонії, входить до складу общини Македонський Брод Південно-Західного регіону.
Населення — 67 осіб (перепис 2002), за етнічним складом — усі македонці.

## Видатні уродженці
- Михайле Дукоський — македонський партизан.

## Галерея

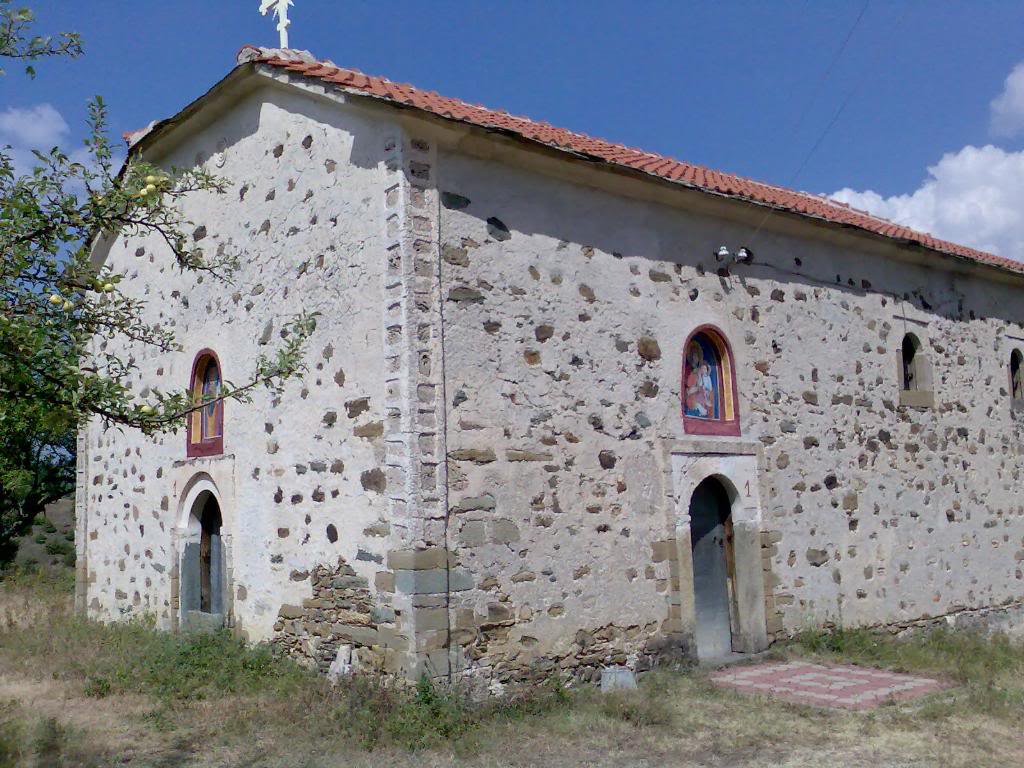
Церква
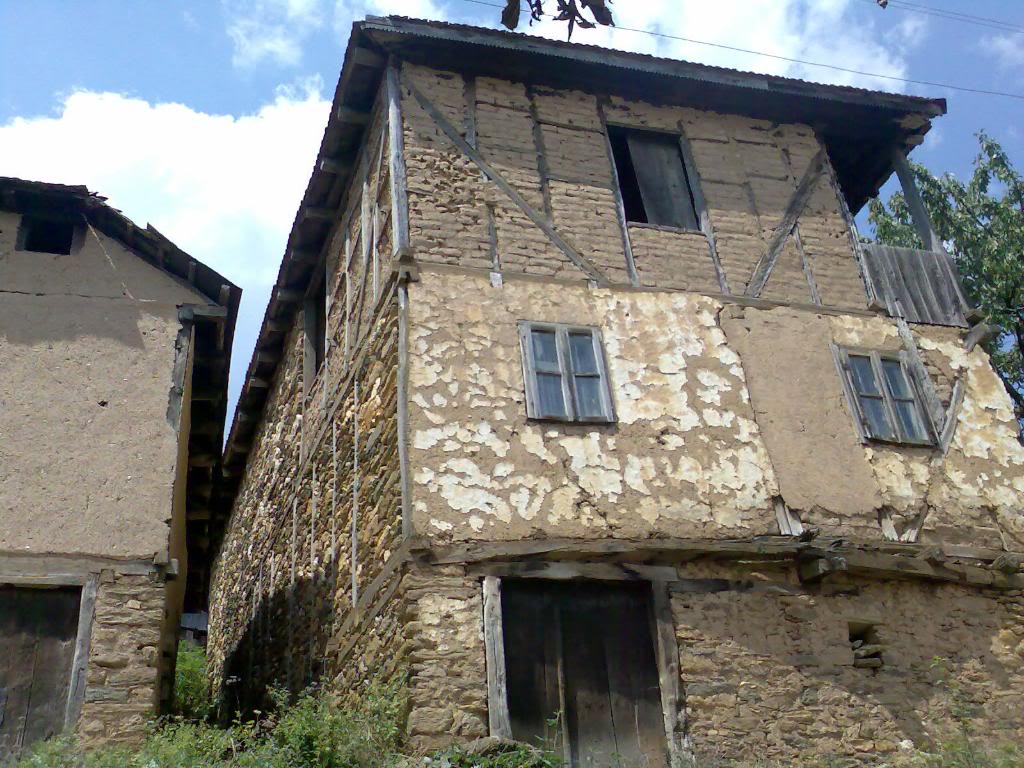
Традиційні будинки
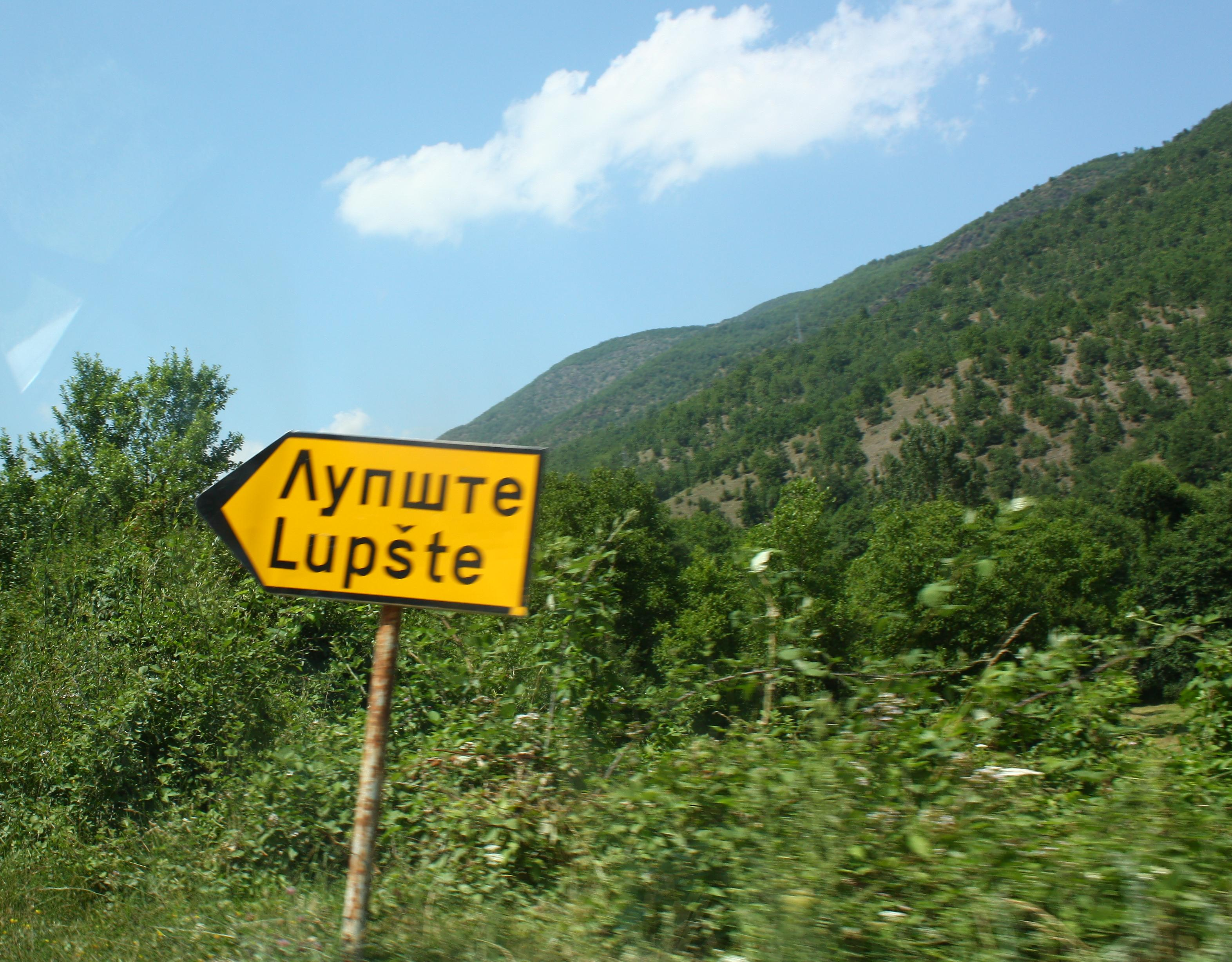
Дорожній знак з вказанням напрямку до села